# Bakanal
Bakanal (fr. Bacchanale) je skladba Camillea Saint-Saënsa iz opere "Samson i Dalila". U drugoj sceni trećeg čina Filistejci u stilu bakanalija slave pobjedu koja dostiže vrhunac u razuzdanom baletu. Skladba je popularna zbog svoje egzotične naravi te je zaslužna i za popularnost opere.

## Kontekst
"Samson i Dalila" (Samson et Dalila, op. 47) je opera u tri čina i četiri scene koju je Camille Saint-Saëns skladao između 1868. i 1877. godine na francuski libreto Ferdinanda Lemairea po tekstovima iz Starog zavjeta. Opera je premijerno izvedena 2. prosinca 1877. godine u Weimaru (tom prilikom u prijevodu na njemački). Radnja se odvija u palestinskom gradu Gazi oko 1150. godine prije Krista. Filistejci su pokorili Židove, ali snažni Samson diže pobunu i oslobađa svoj narod. Filistejka Dalila dobiva zadatak saznati tajnu Samsonove snage. Pretvara se da je zaljubljena u njega i kad je saznala da je snaga u njegovoj kosi odsjeca ju. Filistejci su ga zarobili i oslijepili. Dalila mu se ruga u tamnici u hramu boga Dagona, a Samson od svog Boga traži i dobiva snagu te ruši zidove hrama i svi zajedno nalaze smrt pod ruševinama.
Saint-Saëns je u operi reciklirao neka svoja ranija djela. Tako je i svoj "Turski marš" integrirao u Bakanal.
U drugoj sceni trećeg čina, bakanal je kulminacija razuzdanog slavlja Filistejaca. U operi je bakanal baletna scena, ali u nekim predstavama izvodi se samo glazba pred spuštenim zastorom.

## O glazbi
Orkestracija: 2 flaute, 2 oboe, engleski rog, 2 klarineta, 1 bas klarinet, 3 fagota, 4 roga, 2 trube, 2 korneta, 3 trombona, 1 tuba, timpani, udaraljke, harfa, gudači
Skladba se sastoji od dviju tema. Prvu razigranu temu u istočnjačkom stilu uvodi oboa, kojoj se pridružuju ostala glazbala, postupno ubrzavajući tempo. Temu u istom egzotičnom stilu razrađuju druge grupe glazbala. Živa plesna tema zatim ustupa mjesto mirnoj lirskoj temi koju vode gudači, potpomognuti harfom i puhačima u pozadini koji imitiraju poj ptica. U temu se upliće prva tema, koja se postupno vraća, i dalje ubrzavajući sve do burnog finala.
Prosječno trajanje skladbe je oko 8 minuta.

## Utjecaj
Bakanal je izrazito popularan i često se na zvučnim zapisima javlja kao samostalna skladba. Također je često obrađivana za različite grupe glazbala, na primjer za klavir, orgulje, za puhače...